# Gusztáv a lépcsőházban
A Gusztáv a lépcsőházban a Gusztáv című rajzfilmsorozat ötödik évadának első epizódja.

## Rövid tartalom
Gusztáv a sérelmeiért mindig a lépcsőházban vesz elégtételt…

## Alkotók
- Rendezte: Szórády Csaba, Ternovszky Béla
- Írta: Jankovics Marcell, Nepp József
- Dramaturg: Lehel Judit
- Zenéjét szerezte: Pethő Zsolt
- Operatőr: Cselle László
- Kamera: Szekélyi Ida
- Hangmérnök: Bársony Péter
- Vágó: Czipauer János
- Tervezte: Szórády Csaba
- Háttér: Csík Márta
- Rajzolta: Hernádi Oszkár, Raicsics Anna
- Színes technika: Kun Irén
- Gyártásvezető: Marsovszky Emőke
- Produckció vezető: Gémes József

A Magyar Televízió megbízásából a Pannónia Filmstúdió készítette.